# Mohave County
Mohave County is een county in de Amerikaanse staat Arizona.
De county heeft een landoppervlakte van 34.477 km² en telt 155.032 inwoners (volkstelling 2000).

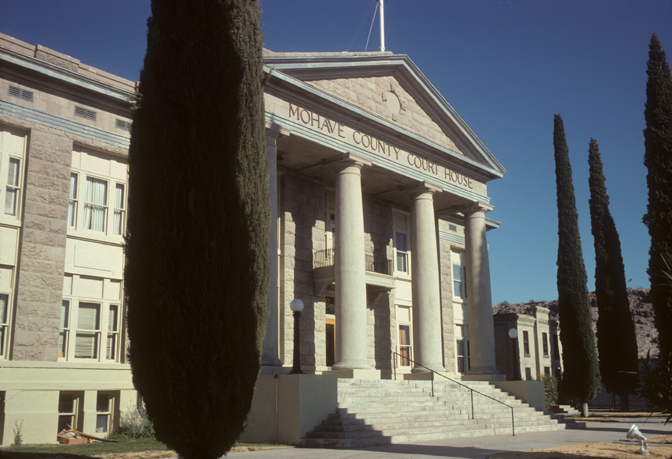
Mohave County Courthouse